# Rhythmic Variations
Rhythmic Variations on Two Ancient Hymns is een van de laatste composities van Howard Hanson. Hij componeerde dit werk voor orkest vlak na het voltooien van zijn 7e symfonie. Zoals zijn 7e symfonie enigszins somber klinkt, geldt dat ook voor deze variaties. De partituur is een tijdlang zoek geweest, vandaar dat het een van de minst uitgevoerde en bekende werken van Hanson is gebleven.

## Bron en discografie
- Uitgave Bay Cities Music; opname van de première van het World Youth Symphony Orchestra o.l.v. de componist;
- Uitgave Naxos; Nashville Symphony Orchestra o.l.v. Kenneth Schermerhorn